# Saint-Georges (Quebec)
Saint-Georges, a veces llamada Saint-Georges-de-Beauce o Saint-Georges de Beauce, es una ciudad de la provincia de Quebec en Canadá. Está ubicada en el municipio regional de condado de Beauce-Sartigan y a su vez, en la región administrativa de Chaudière-Appalaches. Hace parte de las circunscripciones electorales de Beauce-Sud a nivel provincial y de Beauce a nivel federal.

## Geografía
Saint-Georges se encuentra ubicada en las coordenadas 46°07′00″N 70°40′00″O / 46.11667, -70.66667. Según Statistique Canada, tiene una superficie total de 198,21 km² y es una de las 1135 municipalidades en las que está dividido administrativamente el territorio de la provincia de Quebec.

## Demografía
Según el censo de Canadá de 2011, había 31 173 personas residiendo en esta ciudad con una densidad de población de 157,3 hab./km². Los datos del censo mostraron que de las 29 616 personas censadas en 2006, en 2011 hubo un aumento poblacional de 1557 habitantes (5,3%). El número total de inmuebles particulares resultó de 14 735 con una densidad de 74,34 inmuebles por km². El número total de viviendas particulares que se encontraban ocupadas por residentes habituales fue de 13 887.